# SC Telstar VVNH
Telstar VVNH is een voetbalclub uit Velsen-Zuid die op het hoogste niveau van het Nederlandse vrouwenvoetbal speelt. Vanaf het seizoen 2011/12 speelt het op het hoogste niveau, met een onderbreking van vijf seizoenen na het seizoen2016/17. Telstar VVNH is met ingang van het seizoen 2011-12 een samenwerkingsverband aangegaan met de stichting Vrouwenvoetbal Noord-Holland. In het seizoen 2012/13 won Telstar de BeNe League B, de tweede competitie van de tijdelijke Belgisch-Nederlandse vrouwencompetitie door een beter doelsaldo aan te leveren dan PEC Zwolle. Tot op heden is dit de enige prijs die het team heeft gewonnen. 
Met ingang van het vierde seizoen werd een samenwerking aangegaan met RKVV DSS uit Haarlem. Na het seizoen 2016/17 verhuisde het vrouwenteam van Telstar naar Alkmaar en ging verder onder de naam VV Alkmaar.
Met ingang van het seizoen 2022/23 werd het vrouwenelftal van Telstar weer actief in de Azerion Vrouwen Eredivisie na een afwezigheid van vijf jaar. In het seizoen behaalde het team uiteindelijk de tiende plaats. Daarbij werd de club in de achtste finales voor de KNVB Beker voor vrouwen uitgeschakeld door Jong PSV met 4-2. 

## Erelijst
| Nationaal             |    |         |
| Women's BeNe League B | 1x | 2012/13 |

## Overzichtslijsten

### Competitie
- 2012 3e
Eredivisie
- 2013 9e
Women's BeNe League
- 2014 5e
Women's BeNe League
- 2015 6e
Women's BeNe League
- 2016 5e
Eredivisie
- 2017 5e
Eredivisie
- 2023 10e
Eredivisie

In elke staaf van de grafiek staat van boven naar beneden vermeld: 
- Eindnotering

Dit is de positie die de club heeft bereikt in de competitie, zonder eventuele beslissings-, play-off- of nacompetitiewedstrijden die nodig zijn geweest om bijvoorbeeld de kampioen van de competitie te bepalen.
Indien een * achter het getal staat is de notering een tussenstand en kan het zijn dat de notering niet overeenkomt met de uiteindelijke eindstand van de competitie.
Staat er een - dan is het seizoen nog bezig en is er geen definitieve uitslag bekend.
Staat er xx op de positie van de notering, dan heeft de club vroegtijdig de competitie verlaten. Dit kan onder andere komen door terugtrekking van het team, faillissement van de club of door een uitgedeelde straf van de KNVB. In veel gevallen staat elders in het artikel de reden vermeld.
Staat er een ? dan is het resultaat uit het verleden onbekend, en is alleen de competitie of het niveau bekend van dat seizoen.
In de seizoenen 2019/20 en 2020/21 werd wegens de coronacrisis het amateurvoetbal afgebroken. Daardoor kennen deze staven geen eindklassering (middels -- weergegeven).
- Competitieniveau en afdelingsletter of Officiële eindstand Eredivisie
  - Competitieniveau en afdelingsletter

Hierbij geeft het getal het niveau weer, dat ook terug te vinden is in de legenda. De letter is de afdelingsaanduiding en wordt gebruikt wanneer er meer afdelingen zijn op hetzelfde niveau. De afdelingsletter is altijd een hoofdletter en wordt meestal zonder nummer gebruikt.
Voorbeeld: 2F is niveau 2e klasse competitie F.
Het competitieniveau en nummer wordt niet vermeld wanneer er slechts één competitie van dit niveau was.
  - Officiële eindstand Eredivisie (getal staat tussen haakjes vermeld)

Sinds de introductie van play-offwedstrijden voor Europees voetbal na afloop van de reguliere competitie in 2005/06, is de KNVB verplicht een eindstand van de Eredivisie door te geven aan de UEFA aan de hand van deze play-offwedstrijden.
Bij deze eindstand staan clubs die zich hebben gekwalificeerd voor Europees voetbal hoger dan clubs die zich niet wisten te kwalificeren. Indien er geen verschil was tussen de eindnotering en de officiële eindstand, staat dit getal niet vermeld.

- Onderafdeling

Hier staat afgekort de naam van de onderafdeling indien de club in dat jaar in een onderafdeling uitkwam. Tevens staat deze afkorting in de legenda en wordt gelinkt naar het artikel over deze onderafdeling. Deze afkorting wordt alleen vermeld wanneer de club in het verleden in verschillende onderafdelingen heeft gespeeld. Deze vermelding is in de staaf altijd in kleine letters. Deze onderafdelingen zijn na het seizoen 1995/96 afgeschaft. Heeft de club in slechts één onderafdeling gespeeld, dan is dit alleen terug te vinden in de legenda.
Onder de staaf staat het jaartal vermeld waarin het seizoen is afgesloten. 15 verwijst naar het seizoen 2014/15 of eventueel het seizoen 1914/15.
Wanneer een staaf leeg is, zijn deze gegevens niet bekend. Het kan ook zijn dat de club dat seizoen niet heeft meegespeeld op het hogere amateurniveau, vroegtijdig de competitie heeft verlaten of uit de competitie is gezet.

In het seizoen 1944/45 was er wegens de Tweede Wereldoorlog geen regulier competitievoetbal.
- Eredivisie
- Women's BeNe League

### Seizoensoverzichten
| Resultaten van SC Telstar VVNH sinds de toetreding in het vrouwenvoetbal in 2011 | Resultaten van SC Telstar VVNH sinds de toetreding in het vrouwenvoetbal in 2011 | Resultaten van SC Telstar VVNH sinds de toetreding in het vrouwenvoetbal in 2011 | Resultaten van SC Telstar VVNH sinds de toetreding in het vrouwenvoetbal in 2011 | Resultaten van SC Telstar VVNH sinds de toetreding in het vrouwenvoetbal in 2011 | Resultaten van SC Telstar VVNH sinds de toetreding in het vrouwenvoetbal in 2011 | Resultaten van SC Telstar VVNH sinds de toetreding in het vrouwenvoetbal in 2011 | Resultaten van SC Telstar VVNH sinds de toetreding in het vrouwenvoetbal in 2011 | Resultaten van SC Telstar VVNH sinds de toetreding in het vrouwenvoetbal in 2011 | Resultaten van SC Telstar VVNH sinds de toetreding in het vrouwenvoetbal in 2011 | Resultaten van SC Telstar VVNH sinds de toetreding in het vrouwenvoetbal in 2011 | Resultaten van SC Telstar VVNH sinds de toetreding in het vrouwenvoetbal in 2011 | Resultaten van SC Telstar VVNH sinds de toetreding in het vrouwenvoetbal in 2011 |
| Seizoen                                                                          | Competitie                                                                       | Competitie                                                                       | Competitie                                                                       | Competitie                                                                       | Competitie                                                                       | Competitie                                                                       | Competitie                                                                       | Competitie                                                                       | Competitie                                                                       | Kwalificatie                                                                     | KNVB Beker                                                                       | Bijzonderheid                                                                    |
| Seizoen                                                                          | Divisie                                                                          | GW                                                                               | W                                                                                | G                                                                                | V                                                                                | DV                                                                               | DT                                                                               | PNT                                                                              | POS                                                                              | Kwalificatie                                                                     | KNVB Beker                                                                       | Bijzonderheid                                                                    |
| -------------------------------------------------------------------------------- | -------------------------------------------------------------------------------- | -------------------------------------------------------------------------------- | -------------------------------------------------------------------------------- | -------------------------------------------------------------------------------- | -------------------------------------------------------------------------------- | -------------------------------------------------------------------------------- | -------------------------------------------------------------------------------- | -------------------------------------------------------------------------------- | -------------------------------------------------------------------------------- | -------------------------------------------------------------------------------- | -------------------------------------------------------------------------------- | -------------------------------------------------------------------------------- |
| 2011/12                                                                          | Eredivisie                                                                       | 18                                                                               | 8                                                                                | 3                                                                                | 7                                                                                | 39                                                                               | 42                                                                               | 27                                                                               | 3e                                                                               | –                                                                                | Kwartfinale                                                                      | Eerste seizoen SC Telstar VVNH                                                   |
| 2012/13                                                                          | BeNe League Orange                                                               | 14                                                                               | 5                                                                                | 3                                                                                | 6                                                                                | 21                                                                               | 17                                                                               | 18                                                                               | 5e                                                                               | Women's BeNe League B                                                            | Kwartfinale                                                                      | Halve competitie                                                                 |
| 2012/13                                                                          | Women's BeNe League B                                                            | 14                                                                               | 11                                                                               | 1                                                                                | 2                                                                                | 50                                                                               | 12                                                                               | 34                                                                               | 1e                                                                               | –                                                                                | Kwartfinale                                                                      | –                                                                                |
| 2013/14                                                                          | Women's BeNe League                                                              | 26                                                                               | 13                                                                               | 4                                                                                | 9                                                                                | 53                                                                               | 33                                                                               | 43                                                                               | 5e                                                                               | –                                                                                | Kwartfinale                                                                      | –                                                                                |
| 2014/15                                                                          | Women's BeNe League                                                              | 24                                                                               | 10                                                                               | 7                                                                                | 7                                                                                | 43                                                                               | 31                                                                               | 37                                                                               | 6e                                                                               | –                                                                                | Halve finale                                                                     | –                                                                                |
| 2015/16                                                                          | Eredivisie                                                                       | 24                                                                               | 6                                                                                | 2                                                                                | 16                                                                               | 33                                                                               | 79                                                                               | 20                                                                               | 5e                                                                               | –                                                                                | Achtste finale                                                                   | –                                                                                |
| 2016/17                                                                          | Eredivisie                                                                       | 21                                                                               | 6                                                                                | 4                                                                                | 11                                                                               | 42                                                                               | 52                                                                               | 22                                                                               | 5e                                                                               | Plaatseringsgroep 5–8                                                            | Kwartfinale                                                                      | Telstar stopt met vrouwenvoetbal. De club gaat verder als VV Alkmaar.            |
| 2016/17                                                                          | Eredivisie (Plaatseringsgroep)                                                   | 6                                                                                | 5                                                                                | 0                                                                                | 1                                                                                | 19                                                                               | 13                                                                               | 26                                                                               | 5e                                                                               | –                                                                                | Kwartfinale                                                                      | Telstar stopt met vrouwenvoetbal. De club gaat verder als VV Alkmaar.            |
| 2022/23                                                                          | Eredivisie                                                                       | 20                                                                               | 3                                                                                | 3                                                                                | 14                                                                               | 18                                                                               | 65                                                                               | 12                                                                               | 10e                                                                              |                                                                                  | Achtste finale                                                                   | Terugkeer vrouwenelftal Telstar in de vrouweneredivisie                          |

### Topscorers
- 2011/12:  Priscilla de Vos (16)
- 2012/13:  Priscilla de Vos (11)
- 2013/14:  Kirsten Koopmans (12)
- 2014/15:  Kirsten Koopmans (10)
- 2015/16:  Babiche Roof (8)
- 2016/17:  Katja Snoeijs (21)
- 2022/23:  Samya Hassani (5)

### Trainers
- 2011–2012:  Hans de Winter
- 2012–2013:  Toon Beijer
- 2013–2017:  Gideon Dijks

## Voetnoten
ADO Den Haag · Ajax · AZ · Excelsior · Feyenoord · Fortuna Sittard · sc Heerenveen · PEC Zwolle · PSV · Telstar · FC Twente · FC Utrecht